# Памятник-бюст Н. Н. Чусовскому
Памятник-бюст Герою Советского Союза Н. Н. Чусовскому — памятник-бюст, посвящённый памяти Героя Советского Союза, уроженца Нюрбинского улуса, участнику Великой Отечественной войны Николая Николаевича Чусовского, установленный в городе Нюрба, Республики Саха (Якутия). Памятник истории регионального значения.

## Общая информация
После завершения Великой Отечественной войны в городах и сёлах республики Якутия стали активно возводить первые памятники и мемориалы, посвящённые павшим солдатам. В городе Нюрбе после смерти уроженца этих мест Николая Николаевича Чусовского на улице Степана Васильева в 2005 году был установлен памятник-бюст.

## История
Николай Чусовской родился в селе Александровка Нюрбинского улуса. В Красной Армии с 1928 года. С 25 февраля 1944 года находился на фронте. Командир батальона 172-го гвардейского стрелкового полка 57-й гвардейской стрелковой дивизии 8-й гвардейской армии 1-го Белорусского фронта, гвардии капитан.
Отличился 18 апреля 1945 года при продвижении Советской Армии к Берлину. Благодаря его мужеству и решительности, подразделение под его командованием обезоружило врага и захватила складские помещения с боеприпасами. Звание Героя Советского Союза ему было присвоено 31 мая 1945 года. После войны вернулся к мирной жизни. Умер 26 июля 1977 года.

## Описание памятника
Бюст Н. Н. Чусовского выполнен из бронзы. Постамент изготовленный из бетона выполнен в ппрямоугольной формы, облицованный гранитными плитами. На постаменте установлена памятная табличка из металлического листа с надписью: «Гвардии майор, Герой Советского Союза Чусовской Н. Н. (10.05.1910-26.07.1977)». Бетонное основание памятника квадратной формы. Фундамент памятника также из бетона.
Около памятника благоустроена территория, разбиты цветники, установлены клумбы. Весь периметр огорожен металлической изгородью.
В 2017 году на основании Приказа Департамента Республики Саха (Якутия) по охране объектов культурного наследия «О включении выявленного объекта культурного наследия „Памятник-бюст Герою Советского Союза Чусовскому Н. Н.“ в единый государственный реестр объектов культурного наследия (памятников истории и культуры) народов Российской Федерации в качестве объекта культурного наследия регионального значения», был внесён в единый государственный реестр объектов культурного наследия (памятников истории и культуры) народов Российской Федерации и поставлен под охрану государства.